# Штурмові ночі
«Штурмові ночі» — український радянський агітаційно-пропагандистський фільм, знятий в 1931 році Іваном Кавалерідзе за власним сценарієм на Одеській кінофабриці об'єднання «Українфільм». У фільмі поєднуються ігрові епізоди за участю акторами з хронікально-документальними епізодами.

## Сюжет
Фільм оповідає про прихід селянина-куркуля на будівництво Дніпрогесу.

## У ролях

Кадр з фільму «Штурмові ночі»

У фільм знімалися такі як актори як:
- Семен Свашенко — куркуль
- Івась Твердохліб — бідняк
- Степан Шкурат — середняк
- Тетяна Вечора — дочка середняка
- Євген Пономаренко — робітник-колгоспник
- Віра Шершньова — робітниця-працівниця Дніпробуду

## Творча команда
Фільм створювала творча команда, на чолі з:
- Сценарист: Іван Кавалерідзе
- Режисер-постановник: Іван Кавалерідзе
- Оператор-постановник: Микола Топчій
- Художник-постановник: Володимир Каплуновський

## Технічні характеристики
Фільм німий, чорно-білий, 7 частин, 1610 метрів.

## Заборона фільму
Фільм-агітпропфільм «Штурмові ночі» був відразу ж заборонений до випуску і не вийшов у прокат. Фільм не був включений у багатотомний анотований каталог «Радянські художні фільми», що видається з 1961 року видавництвом «Мистецтво» під егідою Держфільмофонду.
З протоколу Державної репертуарної комісії Української РСР № 4785 від 13 січня 1932 року: «Картину в поданій редакції заборонити. Картина вихолощує соціально-політичне розуміння соціалістичного будівництва, підміняє класову боротьбу абстрактною героїкою боротьби пролетаріату з труднощами. Поряд з … запереченням ролі партії і фетишизація … стихійності, картина недоступна для масового глядача в силу її підкресленого формального трюкацтва.»

## Відновлення
Фільм було знайдено й відновлено Довженко-центром у 2001 році. 27 жовтня 2014 року відбулась презентація відреставрованого фільму «Штурмові ночі» у Національному університеті «Києво-Могилянська академія». До перегляду стрічка доступна в онлайн-кінотеатрі Довженко-Центру.